# Tony Choi
Pour les articles homonymes, voir Choi.
Tony Choi, né le 4 mars 1977 à Hong Kong, est un joueur professionnel de squash représentant Hong Kong. Il est champion de Hong Kong en 1990.

## Biographie
Après avoir été entraîneur en chef des équipes de Hong Kong pendant dix-sept ans, il est nommé en 2016 Directeur du comité des championnats par la Fédération internationale de squash.

## Palmarès

### Titres
- Championnats de Hong Kong : 1990[4]